# Cancer Imaging
Cancer Imaging is een internationaal, aan collegiale toetsing onderworpen wetenschappelijk tijdschrift op het gebied van de oncologie en beeldvormend medisch onderzoek. De naam wordt in literatuurverwijzingen meestal afgekort tot Canc. Imag. Het wordt uitgegeven door de International Cancer Imaging Society.